# انریکو فورسلا
انریکو فورسلا (انگلیسی: Enrico Forcella؛ ۱۸ اکتبر ۱۹۰۷ – October 25, 1989) ورزشکار ورزش تیراندازی اهل ونزوئلا بود.
وی در مسابقات کشوری و بین‌المللی در مجموع برندهٔ ۱ مدال طلا، ۱ مدال برنز شده‌است.